# Hospital General Dr. Manuel Gea González
L'Hospital General Dr. Manuel Gea González (« hôpital Manuel Gea Gonzáles ») est un hôpital de Mexico, au Mexique.
Au-delà de ses services de santé, l'hôpital est connu pour sa façade en structure alvéolaire qui, composée de dioxyde de titane, permet de dépolluer l'air environnant.